# Zhang Zhongjing
Dans ce nom chinois, le nom de famille, Zhang, précède le nom personnel.
Pour les articles homonymes, voir Zhang Ji et Zhang.
Zhang Zhongjing (chinois traditionnel : 張仲景 ; chinois simplifié : 张仲景 ; pinyin : zhāng zhòngjǐng) (né en 150 dans la Commanderie de Nanyang (zh) (actuellement Dengzhou dans la province du Henan, et décédé en 219), nom officiel Zhang Ji (張機 / 张机, zhāng jī) et prénom social, Zhong Jing (仲景, zhòng jǐng) est un médecin de l'époque des Han, dont il a été un des plus éminents médecins dans les dernières années de la dynastie. Il a établi des principes de médication et a résumé l'ensemble des connaissances médicales issues de la pratique de cette époque, apportant ainsi une contribution majeure à la médecine traditionnelle chinoise.

## Biographie
Bien qu'il soit bien connu dans la médecine chinoise moderne, et qu'il soit considéré comme l'un des plus grands médecins chinois de l'Histoire, on connait bien peu de choses sur sa vie. Il est par exemple absent du Livre des Han, mais la préface du Zhenjiu jiayi jing (ABC classique d’acupuncture et de moxibustion) rédigé par le médecin Huangfu Mi (215-282) le cite à plusieurs reprises. Pour une liste de sources concernant la vie de Zhang Zhongjing, on peut notamment se reporter à la biographie rédigée par Hsu Hong-yen (1917-1991).
Selon certaines sources tardives, il serait né à Nanyang, dans le Henan ; il aurait occupé un poste officiel à Changsha et aurait vécu de 150 jusqu'à 219 environ,. Les dates exactes concernant sa naissance, sa mort, et ses œuvres varient, mais on admet généralement la date de 220 comme limite supérieure.
À son époque, alors que les seigneurs de la guerre guerroient pour le contrôle de leurs territoires, beaucoup de gens sont atteints par des maladies infectieuses, et la famille de Zhang Zhongjing ne fait pas exception. Il apprend alors la médecine auprès de Zhang Bozu, son camarade puis son maître, en se plongeant dans la littérature médicale déjà existante, comme le Huangdi Neijing (黃帝內經/黄帝内经), le Classique interne de l'Empereur jaune, et en rassemblant ailleurs de nombreuses ordonnances, pour finalement écrire le maître ouvrage qu'est le Shanghan Zabing Lun (littéralement, le Traité sur la pathologie du froid et maladies diverses). Peu après sa publication, le livre est perdu au cours des guerres qui ravagent la Chine pendant la période des Trois Royaumes. Du fait de sa contribution à la médecine chinoise traditionnelle, Zhang Zhongjing est souvent considéré comme le sage de la médecine chinoise, notamment du fait de son apport à la pharmacopée et au diagnostic par les pouls.

## Références

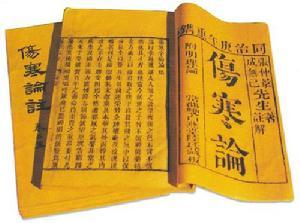
Shanghan Lun 《伤寒论》